# Bahnhof Neudietendorf
Der Bahnhof Neudietendorf ist der Bahnhof der thüringischen Ortschaft Neudietendorf (Gemeinde Nesse-Apfelstädt), gelegen 13 Kilometer südwestlich des Erfurter Hauptbahnhofs. Der Bahnhof befindet sich an der Gabelung der Bahnstrecken von Erfurt nach Eisenach einerseits sowie über den Thüringer Wald andererseits. Als solcher hat er eine wichtige Umsteigefunktion. 2001 bis 2014 wurden umfangreiche Baumaßnahmen auf dem Areal rund um den Bahnknotenpunkt durchgeführt, um einen attraktiven ÖPNV-Verknüpfungspunkt zu schaffen.

## Geschichte
Der Bahnhof wurde im Zusammenhang mit dem Bau der Thüringer Bahn im Jahr 1847 errichtet, zunächst noch unter dem Namen Dietendorf. Mit dem Bau der Bahnstrecke Neudietendorf–Arnstadt erhielt er seine Funktion als Umsteigebahnhof. In dem nun errichteten großzügigen Bahnhofsgebäude gab es deshalb sogar eigens eingerichtete Fürstenzimmer, in denen Adlige die Umsteigezeit überbrücken konnten. Zu dieser Zeit entstand auch südwestlich des Personenbahnhofs ein ausgedehnter Güterbahnhof, der wesentlich zur Entwicklung Neudietendorfs zu einer Industriegemeinde beitrug. Mit dem Zusammenschluss der Orte Dietendorf und Neudietendorf 1933 erhielt auch der Bahnhof seinen heutigen Namen.
Das ursprüngliche Bahnhofsgebäude wurde im Zweiten Weltkrieg schwer beschädigt und anschließend als einfacher Zweckbau mit Fahrkartenausgabe, Gepäckaufbewahrung und Bahnhofsgaststätte neu aufgebaut. Während der Teilung Deutschlands fand hier ein Betriebshalt zum Lokwechsel für jeden Transitzug statt; die ohne weiteren Zwischenhalt befahrene Verbindung war das südliche Ende des ab Dessau mit Fahrdraht versehenen Streckenabschnittes: Von 1967 bis 1984 war der Bahnhof Endpunkt der Streckenelektrifizierung, bevor diese bis Arnstadt verlängert wurde (sie ist mit Einstellung des Fernverkehrs wieder abgebaut worden). In den 1990er-Jahren wurden die Bahnsteige und weitere Bahnanlagen neu gestaltet und im Spätsommer 2015 sind beide Bahnsteige mit Aufzügen ausgestattet worden.
Am 29. Oktober 1919 kam es gegen 08:30 Uhr in Neudietendorf zu einer Flankenfahrt eines Güterzuges auf den Personenzug P 810 Erfurt–Bebra. 3 Menschen starben, 80 wurden verletzt.
Seit 2014 gibt es rund 90 neue moderne Parkplätze.
2015 wurde das Bahnhofsgebäude an die Gemeinde verkauft und saniert. Dort befinden sich jetzt eine Bäckerei, eine Fleischerei, sowie Toiletten, ein abschließbarer Fahrradabstellraum und ein Wartebereich.

## Bahnsteige

Gleisplan des Bahnhofs Neudietendorf

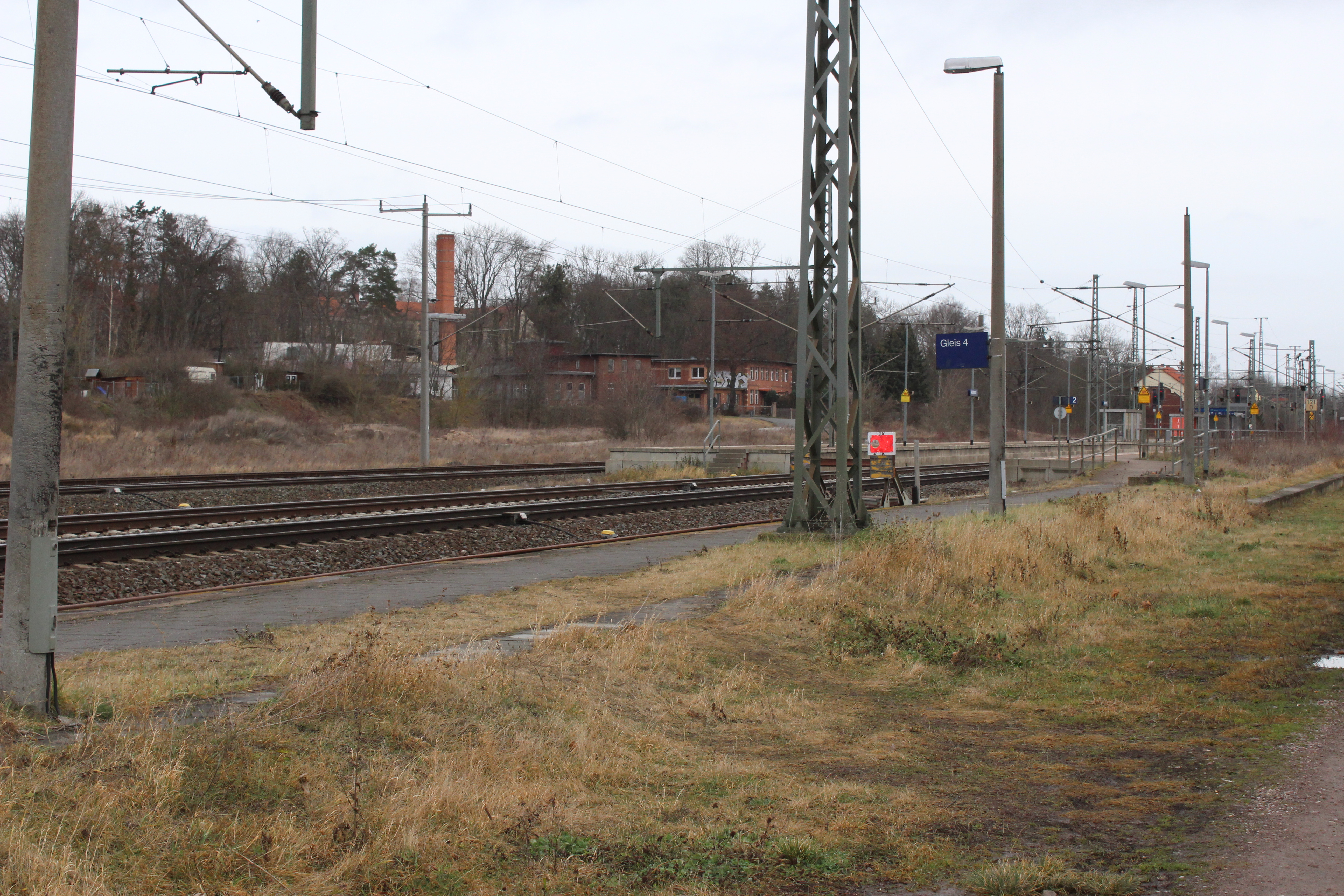
Nicht mehr regelmäßig genutztes Gleis 4 (2018)

| Gleis | Länge in m | Höhe in cm | Nutzung (Juni 2016)                            |
| ----- | ---------- | ---------- | ---------------------------------------------- |
| 1     | 211        | 55         | Regionalzüge nach Erfurt                       |
| 2     | 211        | 76         | Regionalzüge nach Gotha/Arnstadt               |
| 3     | 211        | 76         | Regionalzüge nach Erfurt/Gotha/Arnstadt        |
| 4     | 60         | 24         | Abstellgleis aus Richtung Arnstadt, Sonderzüge |

## Verkehrsanbindung
Im Einzelnen verkehren in Neudietendorf folgende Linien des Regionalverkehrs:
| Linie                    | Fahrtverlauf                                                           | Verkehrsangebot/Zugeinsatz     | Betreiber                      |
| ------------------------ | ---------------------------------------------------------------------- | ------------------------------ | ------------------------------ |
| RE 1                     | Göttingen – Mühlhausen – Erfurt – Weimar – Jena West – Gera – Glauchau | Zweistundentakt, BR 612        | DB Regio Südost                |
| RE 7                     | Erfurt – Arnstadt – Suhl – Grimmenthal – Schweinfurt – Würzburg        | Zweistundentakt, BR 612        | DB Regio Südost                |
| RE 45                    | Erfurt – Arnstadt – Ilmenau                                            | werktags einzelne Züge         | Süd-Thüringen-Bahn             |
| RE 50                    | Erfurt – Arnstadt – Suhl – Grimmenthal – Meiningen                     | sechs Zugpaare                 | Süd-Thüringen-Bahn             |
| RB 20                    | Leipzig – Weißenfels – Naumburg – Weimar – Erfurt – Eisenach           | Stundentakt, BR 442 (Talent 2) | Abellio Rail Mitteldeutschland |
| RB 23                    | Erfurt – Arnstadt – Rottenbach – Saalfeld                              | Stundentakt, Regio-Shuttle     | Erfurter Bahn                  |
| RB 44                    | Erfurt – Arnstadt – Suhl – Grimmenthal – Meiningen                     | Zweistundentakt, Regio-Shuttle | Süd-Thüringen-Bahn             |
| RB 46                    | Erfurt – Arnstadt – Ilmenau (– Rennsteig)                              | Stundentakt, Regio-Shuttle     | Süd-Thüringen-Bahn             |
| Stand: 12. Dezember 2021 |                                                                        |                                |                                |